# Melbourne Museum
Melbourne Museum – muzeum historii naturalnej w Melbourne otwarte w 2001 roku. Określane jako największe i najbardziej innowacyjne muzeum na półkuli południowej.

## Zbiory
Wystawione na sześciu pietrach zbiory muzeum obejmują zagadnienia dotyczące środowiska naturalnego, budowy ciała i umysłu człowieka, technologii oraz kultury rdzennej ludności Australii. Zbiory flory obejmują ponad 8 000 roślin 120 różnych gatunków. Największe walory edukacyjne reprezentuje Centrum Kultury Aborygeńskiej.